# Rock Falls (Iowa)
Rock Falls – miasto w Stanach Zjednoczonych, w stanie Iowa, w hrabstwie Cerro Gordo. W 2000 roku liczyło 170 mieszkańców.